# Felício Milson
Felício Mendes João Milson, noto semplicemente come Felício Milson (Luanda, 12 ottobre 1999), è un calciatore angolano, centrocampista della Stella Rossa e della nazionale angolana.

## Caratteristiche tecniche
È un esterno destro.

## Carriera

### Club
Cresciuto nel settore giovanile del Marítimo, ha esordito in prima squadra il 10 giugno 2020 disputando l'incontro di Primeira Liga perso 1-0 contro il Porto.

### Nazionale
Nel 2017 ha preso parte con la nazionale Under-20 angolana al Torneo di Tolone, dove ha disputato due incontri.
Nel 2020 ha esordito in nazionale maggiore; nel 2023 ha partecipato alla Coppa d'Africa.

## Palmarès

### Club

#### Competizioni nazionali
- Campionato israeliano: 1

Maccabi Tel Aviv: 2023-2024
- Campionato serbo: 1

Stella Rossa: 2024-2025
- Coppa di Serbia: 1

Stella Rossa: 2024-2025